# Tellières-le-Plessis
Tellières-le-Plessis település Franciaországban, Orne megyében. Lakosainak száma 72 fő (2022. január 1.). Tellières-le-Plessis Ferrières-la-Verrerie, Courtomer, Le Plantis és Saint-Agnan-sur-Sarthe községekkel határos.

## Népesség
A település népessége az elmúlt években az alábbi módon változott:
| Lakosok száma | 80   | 79   | 75   | 73   | 75   | 77   | 78   | 72   |
|               | 2013 | 2015 | 2017 | 2018 | 2019 | 2020 | 2021 | 2022 |